# Fabián Hormazábal
Fabián Marcelo Hormazábal Berríos (* 26. April 1996 in Machalí) ist ein chilenischer Fußballspieler. Der Stürmer ist seit November 2024 chilenischer Nationalspieler.

## Karriere

### Verein
Fabián Hormazábal gelang 2014 der Sprung aus der Jugend von CD O’Higgins in die Profimannschaft. Allerdings konnte er sich beim Team aus Rancagua zunächst nicht durchsetzen. Erst die Leihen zu den Zweitligisten CDP Curicó Unido und Deportes La Serena brachten ihm die nötige Spielpraxis. Mit beiden Klubs stieg er in die Primera División auf. Ab 2021 spielte Hormazábal dann regelmäßig bei O’Higgins. Im Januar 2024 wechselte er zum Ligakonkurrenten CF Universidad de Chile.

### Nationalmannschaft
In der Nationalmannschaft debütierte Hormazábal im November 2024 beim 4:2-Erfolg im Qualifikationsspiel zur Weltmeisterschaft 2026 gegen Venezuela.

## Erfolge
Curicó
- Meister der Primera B: 2016/17

Universidad de Chile
- Chilenischer Pokalsieger: 2024